# Німецько-косовські відносини
Німецько-косовські відносини — двосторонні відносини між Німеччиною і Косово.
Косово оголосило про свою незалежність від Сербії 17 лютого 2008 року,[недоступне посилання з вересня 2019] а вже 20 лютого 2008 року Німеччина визнала, як самостійну державу. Німеччина має посольство в Приштині з 27 лютого 2008. Косово має посольство в Берліні і консульства у Франкфурті і Штутгарті. Німеччина є найбільшим донором для Косова після США.

## Справа Федеральної розвідувальної служби
19 листопада 2008 року, три агенти Федеральної розвідувальної служби були арештовані в Косові та звинувачені у причетності до теракту, що відбувся п'ятьма днями раніше. Німецькі ЗМІ припустили, що цей арешт означав певне покарання для ФРС, які в 2005 році визнали, що прем'єр-міністр Хашим Тачі був причетний до косовсько-албанської мафіозної мережі. Незважаючи на те, що косовська поліція надала відео-докази, що підтверджують причетність трьох агентів до теракту (докази ніколи не були показані на публіці), вони були випущені на волю 28 листопада 2008 року. Невідома група, яка називається Армія Республіки Косово (АРК) взяла на себе відповідальність за теракт.

## Військове питання
Німеччина брала участь у натовських бомбардуваннях Югославії 1999 р., що призвело до створення адміністрації ООН в Косові, а пізніше і до незалежності.
Німеччина в даний час має 2350 військовослужбовців у Косові, які є миротворцями НАТО та керують Косово Форс (міжнародні сили під керівництвом НАТО, відповідальні за забезпечення стабільності в Косові).
Спочатку у КФОР було 8500 німецьких військових, Клаус Рейнгардт був другим командувачем КФОР з 8 жовтня 1999 до 18 квітня 2000 року.
Гольґер Камергоф був восьмим командувачем КФОР із 3 жовтня 2003 до 1 вересня 2004 року.
Роланд Катер був 11-м командувачем КФОР 1 вересня 2006 року — 31 серпня 2007 року.
Німеччина відправила 600 солдатів як миротворців до Косова в рамках EULEX (спеціальна місія Європейського союзу у складі 2 000 цивільних осіб і представників правоохоронних органів, призначена для відправки в Косово в рамках плану Ахтісаарі).